# Rów Kermadec

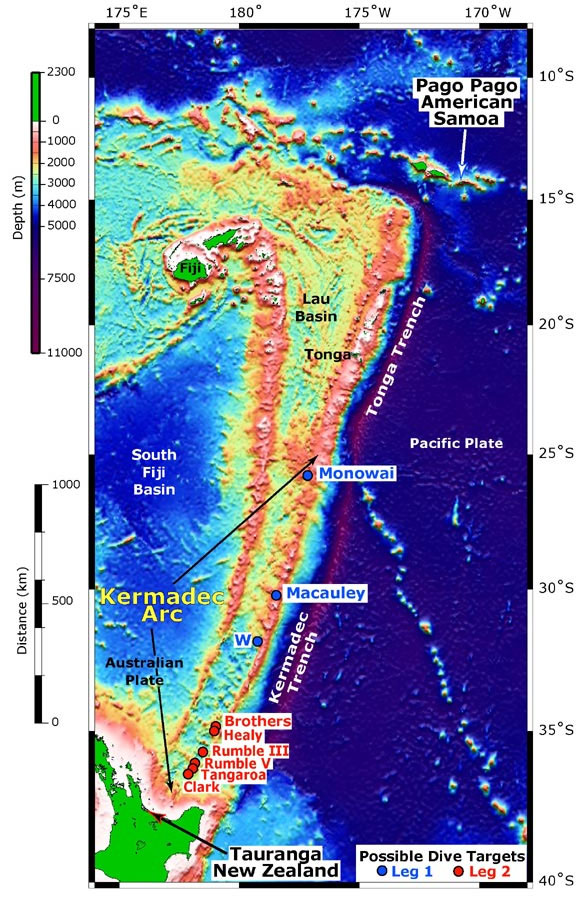

Rów Kermadec – rów oceaniczny w południowo-zachodniej części Oceanu Spokojnego. Ciągnie się na długości 1270 km, na wschód od wysp Kermadec, równolegle do Grzbietu Kermadec. Maksymalna głębokość 10 047 m. Jego przedłużeniem na północ jest Rów Tonga. Na wschód od Rowu Kermadec znajduje się płyta pacyficzna, a na zachód płyta australijska.